# Kate Pierson
Catherine Elizabeth "Kate" Pierson (nascuda el 27 d'abril de 1948) és una cantant i lletrista nord-americana, coneguda per ser una de les cantants principals i membre fundadora de The B-52's. Encara que és més coneguda per la seva veu, també ha tocat la guitarra, el baix i diferents instruments de teclat.
El febrer de 2015, Pierson va publicar el seu primer disc en solitari, Guitars and Microphones, amb material escrit conjuntament amb Sia Furler.

## Vida personal
Pierson va néixer a Weehawken, Nova Jersey i va créixer a Rutherford. Es va graduar en periodisme al Boston College i va viatjar per Europa. Va tornar als Estats Units amb un amic de Manchester. El seu amic no va trobar feina a Boston, per falta de papers, però li van oferir feina a Athens, Geòrgia. Es van establir en una granja als afores, on Kate criava cabres i treballava de nit fent fotocomposició al diari local. Allà va conèixer els altres futurs membres dels B-52's, en balls populars.
Fora de la música, és propietària de dos establiments turístics: Kate's Lazy Desert a Landers, al desert de Califòrnia i Kate's Lazy Meadow a Mount Tremper, a les Catskill Mountains de Nova York. Dirigeix els negocis amb la seva companya, Monica Coleman. Pierson i Coleman estan juntes des de 2003.

## Col·laboracions musicals
A part de la seva feina amb els B-52's, Pierson ha col·laborat amb diferents grups i cantants:
- Ramones, a principis dels anys 80 en la cançó "Chop Suey", amb Cindy Wilson i Debbie Harry; es pot trobar com a "bonus track" a la reedició del CD Pleasant Dreams.
- Cindy, Kate, i Keith (dels B-52's) eren del grup "Melon" i van gravar dues cançons ("I Will Call You" i "Honeydew") per un programa de televisió japonès anomenat "Snakeman Show". El disc de la banda sonora, de 1980 (CD el 1988) només es va publicar al Japó.
- Fred Schneider, al seu àlbum en solitari de 1984, Fred Schneider & the Shake Society, a les cançons "Monster", "Summer in Hell", "I'm Gonna Haunt You" i "Boonga (The New Jersey Caveman)".
- Iggy Pop, a la cançó de 1990 "Candy".[9]
- R.E.M., a les cançons "Shiny Happy People", "Near Wild Heaven" i "Me in Honey" del disc de 1991 Out of Time, i "Fretless" de la banda sonora d'Until the End of the World, de 1991.
- Matthew Sweet, al disc de 1989 Earth.
- Amb Cindy Wilson a la versió que van fer de "Ain't No Stoppin' Us Now", per la banda sonora de la pel·lícula The Associate l'any 1996
- La banda sonora de The Rugrats Movie, publicada el 1998 conté la cançó "The World Is Something New To Me" on col·laboren Kate, Fred i Cindy amb altres artistes.
- "We Are Family", un senzill publicat per recaptar diners per a les víctimes dels atacs de l'11 de setembre, on Kate i Fred fan cors.
- Kate canta a l'àlbum Relax Your Mind de Jay Ungar & Molly Mason, a la cançó "Bad Attitude"
- Junior Senior, a la cançó "Take My Time" del disc de 2005 Hey Hey My My Yo Yo (amb Cindy Wilson)
- Peter Jöback, duet a la cançó "Sing" del disc de 2009 East Side Stories
- David Byrne i Fatboy Slim, a la cançó "The Whole Man" del disc de 2010 Here Lies Love.
- També va formar part del grup japonès NiNa amb Yuki Isoya i va ser coautora i de l'àlbum que van treure, amb els èxits "Happy Tomorrow" i "Aurora Tour". L'àlbum i els senzills només es van publicar al Japó. Dues de les cançons es van utilitzar per a la música final de la sèrie d'anime Arc the Lad.
- Surt al vídeo musical de "Mother" de Blondie.[10]

## Discografia
- 2015: Guitars and Microphones